# Ramon Combelles i Merli
Ramon Combelles i Merli, (Cardona 1801 - Cardona 1852) fou metge i polític Cardoní. Va ser Alcalde de Cardona. Fou defensor del bàndol liberal durant les Guerres Carlines.
La família Combelles van arribar a Cardona al segle xvii, procedents de França, i van exercir oficis liberals. En Ramon Combelles i Merli va néixer a Cardona el 30 de novembre de 1801 i va quedar orfe de pare i mare l'any 1809, degut a les febres que van assolar Cardona. Per aquesta raó va ser tutelat, juntament amb les seves dues germanes, pel seu oncle, el metge Ramon Merli i Feixes (1763-1838). Inicialment es va graduar en batxiller en filosofia a la universitat de Cervera i posteriorment es va llicenciar en medicina a la mateixa universitat. Es va casar amb Rosa Casas i Jordà i van ser pares de vuit fills.
Es va llicenciar en medicina l'any 1828. Va exercir durant tota la seva carrera professional a Cardona. La seva passió per la frenologia es va traduir en la constitució de la Societat Frenològica de Cardona.
Durant la Primera Guerra Carlina va defensar el liberalisme i a Isabel II i va ser contrari a la causa, arribant a agafar les armes i donant assistència mèdica als militars de l'exèrcit liberal. Finalment va ser nomenat Inspector de Medicina del Cos de Sanitat Militar del qual va cessar un cop restablert l'ordre al país. A l'any 1846 va ser arrestat i confinat al castell de Cardona, juntament amb el metge de Pinós, Francesc Vilalta, per ser sospitosos d'afavorir el bàndol carlista. Durant la Segona Guerra Carlina no va tenir un paper decisiu, ja que diversos factores el van fer estar en un segon pla.
Entre els anys 1833 i 1834 va ser Alcalde, havent de suportar la misèria i l'abatiment de la població degut a les seqüeles de la Primera Carlinada, no poden fer front l'Ajuntament a l'atenció de les necessitats dels habitants de Cardona. Entre els anys 1843 i 1844 va tornar a ser Alcalde.